# パレストリーナ (オペラ)
『パレストリーナ』 (Palestrina) WoO.17は、ハンス・プフィッツナーが作曲した全3幕のオペラで、今日ではプフィッツナーの代表作の一つとして知られている。また各幕にそれぞれ置かれる3つの前奏曲は独立して（管弦楽組曲として）演奏されることもしばしばある。
作曲者自身によって『音楽的伝説』（Musikalische Legende）という副題が与えられている。

## 概要
オーストリアの音楽学者で作曲家でもあったアウグスト・ヴィルヘルム・アンブロス（August Wilhelm Ambros,1816 - 1876）が編纂した『音楽史』（1878）の第4巻を読んだプフィッツナーは、これをオペラ化にすることを思い立ち、早速プフィッツナーは自ら台本を執筆し、1910年から翌1911年まで書き上げた。作曲は1912年1月1日に着手され、3年後の1915年6月17日に完成させた。
初演は1917年6月12日に、ミュンヘンのプリンツレゲンテン劇場にてブルーノ・ワルターの指揮で行われ、大成功を収めた。ワルターは初演を行った際、この上演を一つの節目と看做しており、戦時下の1917年の11月に「宣伝巡業」と称して、スイス（バーゼル、チューリッヒ、ベルン）で上演している。また1919年にウィーンとベルリンでも上演され、第2次世界大戦が始まるまでにはドイツ国内で定期的に上演が行われていた。
小説家のトーマス・マンはこのオペラを絶賛しており、1917年10月に発表した短い随想『パレストリーナ』の中ではこの作品の価値を認めている。また著書『非政治的人間の考察』（Betrachtungen eines Unpolitischen,1918）の「美徳について」の中でも『パレストリーナ』について敷衍して取り上げている。また1918年にワルターらと共にハンス・プフィッツナー協会を設立している。

## 楽器編成
- 木管楽器:フルート4（第3・第4奏者はピッコロ持ち替え）、アルトフルート、オーボエ3（第3奏者はイングリッシュホルン持ち替え）、クラリネット3、バスクラリネット、ファゴット3、コントラファゴット
- 金管楽器:ホルン6、トランペット4、トロンボーン4、テューバ
- 打楽器:ティンパニ、複数の打楽器
- その他:弦五部（マンドリン2、ヴィオラ・ダモーレを含む）、オルガン、チェレスタ、ハープ2、ギター
- 舞台上:ピッコロ、クラリネット、マンドリン、他

## 登場人物
| 人物名                                 | 声域                      | 役                                         |
| -------------------------------------- | ------------------------- | ------------------------------------------ |
| パレストリーナ                         | テノール                  | サンタ・マリア・マッジョーレ教会礼拝堂楽長 |
| 教皇ピウス4世                          | バス                      |                                            |
| ジョヴァンニ・モローネ                 | バリトン                  | 教皇特使枢機卿                             |
| ベルナルド・ノヴァジェーリオ           | テノール                  | 教皇特使枢機卿                             |
| クリストフ・マドルシュト               | バス                      | トリエント領主司教枢機卿                   |
| カルロ・ボロメーオ                     | バリトン                  | ローマの枢機卿                             |
| ロレーヌの枢機卿                       | バス                      |                                            |
| アブディーズ                           | テノール                  | アッシリアの総主教                         |
| アントン・ブルス・フォン・ミューグリツ | バス                      | プラハの大司教                             |
| ルーナ伯爵                             | バリトン                  | スペイン王の特使                           |
| ブドーヤの司教                         | テノール                  | イタリアの司教                             |
| イーモラの司教テオフィルス             | テノール                  | イタリアの司教                             |
| カディスの司教アヴォスメディアーノ     | バス (バリトン)           | スペインの司教                             |
| イギーノ                               | ソプラノ                  | パレストリーナの息子15歳                   |
| シッラ                                 | メゾソプラノ              | パレストリーナの弟子17歳                   |
| エルコレ・セルヴェロルス               | バス (バリトン)           | トリエント公会議式部官                     |
| マッジョーレ教会礼拝堂歌手(5人)        | 2テノール 3バリトン       |                                            |
| ルクレツィア                           | アルト                    | パレストリーナの妻、幻影                   |
| 9人の大作曲家たちの幻影                | 3テノール 3バリトン 3バス |                                            |
| 3人の天使の声                          | ソプラノ                  |                                            |
| 教皇の大使2人                          | 黙役                      |                                            |
| ライネス                               | 黙役                      | イエズス会の総長                           |
| サルメロン                             | 黙役                      | イエズス会の総長                           |
| マッサレッリ                           | 黙役                      | テレーゼの司教、公会議書記官               |
| ジュゼッペ                             | 黙役                      | パレストリーナの老僕                       |

その他:多数の従者、司教及び大司教たち、修道院長たち、修道会の長たち、聖俗諸侯の代理人たち、神学者たち、召使たち、市の護衛兵たち、通行人、天使たち（幻影）、全キリスト教国の学者たち

## 演奏時間
全幕:約3時間24分（各幕…第1幕:1時間40分、第2幕:74分、第3幕:30分）

## あらすじ
時と場所:1563年11月から12月のトリエント公会議（第2幕）、ローマ（第1幕と第3幕）

### 第1幕 パレストリーナの家の一室
最初の前奏曲で幕が開く。夕暮れ時、弟子のシッラがヴァイオリンで自作の愛の歌を奏しながら師パレストリーナの古い書法からいずれ離れ、フィレンツェで起こった新たな作風でこれからやっていこうと語っている。そこに悲しげな面持ちで現れた息子のイギーノが、最近作曲意欲のない父の苦悩を語る。一方のパレストリーナは、愛妻のルクレツィアに先立たれ、それまで旺盛だった作曲の意欲を失っていた。
そこに密かに彼の家を訪ねてきた枢機卿ボロメオがやって来る。ボロメオは以前から新しいミサ曲をパレストリーナに頻りに求めていた。それはトレントの宗教会議でミサ曲が審議され、「グレゴリオ聖歌以外の教会音楽をすべて禁止する」といった内容で、これまで台頭していたポリフォニー音楽が今や存廃の矢面に立っていた。これを受けたボロメオは、「法王を感動させるような古い様式による新しいミサ曲を当代の作曲家が書いたものならば、この禁令の発布を阻止できる」という思惑で、傑出したミサ曲を御前で演奏させることを目論んでいた。ボロメオはこのような事情をパレストリーナに説明し、是非作曲を引き受けてもらいたいと（仰々しく）懇願する。しかしパレストリーナは、年齢と昔のような創作意欲が失われた以上、これは適任しないという理由でこれを断る。これに激昂し、憤然と立ち上がったボロメオは非難の言葉を投げつけて、落胆しつつそのまま家を去る。
一人になったパレストリーナは、全ての創作力の根源である愛妻のルクレツィアの肖像画を眺めながら、自身の無力感と喪失感に苛まれ、少しの間黙想をする。すると、ジョスカン・デ・プレなど過去の大作曲家たちの幻影が次第に出現し、パレストリーナをとり囲んでいく。大作曲家たちは様式化された威厳ある音楽で、虚無的な絶望に瀕しているパレストリーナに対して、まだこの世での課題は終わっていないと語り、それは彼の使命であると口々に励まし、彼にミサ曲を書くようすすめる。大作曲家たちの幻影が消えると今度は天使たちの幻影が現れ「キリエ・エレイゾン」と歌う。天使たちの声は口伝していたのである。するとパレストリーナは憑かれたようにペンを取り、霊感の絶頂に至り、妻の幻影を見る。歌い終わると天使たちの幻影が消えていき、遠くからローマの寺院の鐘の音が響く。既に夜明けとなり、彼は深い眠りに落ちていた。しばらくして朝の練習のために部屋に入って来た息子のイギーノと弟子のシッラは、床に散らばっていたミサ曲の楽譜を見て、既に完成されていることを知り、その素晴らしさに驚く。

### 第2幕 トリエントにあるマドルシュト枢機卿の宮廷の大広間
2つ目の前奏曲で始まる。8日後のトリエント。マドルシュトの宮廷にて公会議の準備が行われ、幹事たちは円滑に運営する手筈を整えている。そして次々に各国の出席者たちが登場する。ボロメオは法王の使節ノヴァジェーリオに向かって、ミサ曲を断られた件について語る。「芸術家など気狂いさ」とあしらわれるが、心の底ではパレストリーナに期待している。やがて各国の代表者らが参集するが、早くもイタリア派とスペイン派との反目で騒然とする。
僧正セヴェロルスの司会で会議が始まる。法王の使節モローネの報告が終えると論議がミサへと移る。ポリフォニー音楽を擁護する皇帝の意見を容れ、試験的なミサ曲が教皇宮廷で試みられることが決議される。しかし次第に論争が激化し、ついには従者たちを巻き込んだ乱闘騒ぎが起こり、マドルシュトは衛兵らに彼らを捉えさせ、発砲を命じると乱闘は止み、マドルシュトは拷問も辞さない態度を示す。そして彼は「これが聖なる会議の意味なのか」と呟く。

### 第3幕 パレストリーナの家
3つ目の前奏曲で始まる。会議から2週間後のパレストリーナの家。夕暮れ。パレストリーナは放心したように窓際に腰をかけている。一方法王の宮殿前で、歌手たちはミサ曲の結果と歌いに行った仲間たちの身を案じている。すると戸外から突然「パレストリーナ万歳」という声が聞こえ、「パレストリーナ、音楽の救い主!」という歓声が上がる。やがて教皇礼拝堂歌手たち、さらにピウス4世も現れてパレストリーナを祝福する。法王はパレストリーナに対して、「そのミサ曲が絶大な感銘を一同に与えた」と語り、彼をシスティーナ礼拝堂の楽長として直々に求めた。ピウス4世が退場すると、ボロメオが現れ、パレストリーナの足元に泣きながら跪き悔恨の情を示して和解する。
その夜、パレストリーナはオルガンに向かい、主への祈りをしたあと演奏する。オルガンのニ音の和音だけが残り、オペラは静かに閉じられる。

## 録音
代表作の一つであるが、上演時間が3時間半近くかかり、地味な内容であるため、録音には恵まれていない。1973年にラファエル・クーベリックの指揮による録音が最初である。この他ヨーゼフ・カイルベルトによる録音や、最近ではシモーネ・ヤングによる映像盤（2009年のライヴ）も残されている。

## 参考資料
- 『最新名曲解説全集20 歌劇3』（音楽之友社）
- 『新グローヴ オペラ事典』（スタンリー・セイデイ著、白水社）
- 『歌劇大事典』（大田黒元雄）
- 『ハルトマン/プフィッツナー:交響曲第4番・第8番/3つの前奏曲』（ラファエル・クーベリック指揮、バイエルン放送交響楽団、DG）の解説書